# Pere Ubu
A Pere Ubu amerikai rockegyüttes. 1975-ben alakult meg Clevelandben. Art-punkot, post-punkot és punkot játszanak. A zenekar tagjai avant-garage-nak határozzák meg stílusukat. Lemezeiket több kiadó is megjelenteti.

## Története
A Pere Ubut a Rocket from the Tombs, a The Dead Boys és a The Saucers tagjai alapították. Nevük Alfred Jarry francia író által szerzett Ubu Roi című színjátékra utal.
Pályafutásuk alatt 16 nagylemezt jelentettek meg. A zenekar egészen a mai napig aktív, habár az évek alatt egyszer már feloszlottak, 1982-ben. 1987 óta azonban megint együtt vannak. A legelső stúdióalbumuk bekerült az 1001 lemez, amit hallanod kell, mielőtt meghalsz című könyvbe.

## Tagok
- David Thomas – ének, billentyűk, melodeon, musette, teremin (1975-1982, 1987-)
- Michele Temple – basszusgitár (1993-)
- Robert Wheeler – szintetizátor, teremin (1994-1999, 1999-2007, 2009-)
- Steve Mehlman – dobok (1995-2002, 2005-)
- Keith Moliné – gitár (2002, 2005-2016, 2016-)
- Gagarin – szintetizátor, elektronika (2007-2016, 2016-)
- Darryl Boon – klarinét (2013-2016, 2016-)
- Gary Siperko – gitár (2016-)
- Christoph Hahn – gitár (2016-)

## Diszkográfia
- The Modern Dance (1978)
- Dub Housing (1978)
- New Picnic Time (1979)
- The Art of Walking (1980)
- Song of the Bailing Man (1982)
- The Tenement Year (1988)
- Cloudland (1989)
- Worlds in Collision (1991)
- Story of My Life (1993)
- Ray Gun Suitcase (1995)
- Pennsylvania (1998)
- St. Arkansas (2002)
- Why I Hate Women (2006)
- Lady from Shanghai (2013)
- Carnival of Souls (2014)
- 20 Years in a Montana Missile Silo (2017)
- The Long Goodbye (2019)